# کیتلین کروسبی
کیتلین کروسبی (به انگلیسی: Caitlin Crosby) خواننده، ترانه‌سرا و بازیگر آمریکایی است.
از فیلم‌هایی که وی در آن نقش داشته‌است می‌توان به خانه‌خراب اشاره کرد.